# Gareth Llewellyn
Gareth Owen Llewellyn (* 27. Februar 1969 in Cardiff) ist ein ehemaliger walisischer Rugby-Union-Spieler, der als Zweite-Reihe-Stürmer eingesetzt wurde. Er war 15 Jahre lang für die walisische Nationalmannschaft aktiv.
Llewellyn gab 1989 sein Nationalmannschaftsdebüt gegen die All Blacks während deren Europatour. Bis zum Jahr 1998 war er beständiger Teil der walisischen Auswahl, bis er nach England zu den Harlequins wechselte. 2001 kehrte er zu seinem Heimatverein Neath RFC nach Wales zurück und wurde auch wieder für die Nationalmannschaft berücksichtigt. Im November 2004 wurde er zum letzten Mal eingesetzt, wie bei seinem Debüt war der Gegner Neuseeland. Bei den Six Nations 2005 stand er noch im Kader, kam jedoch zu keinem weiteren Einsatz. Zu diesem Zeitpunkt war er Rekordnationalspieler seines Landes. Er nahm an drei Weltmeisterschaften (1995, 1999, 2003) teil und war sieben Mal Kapitän der walisischen Nationalmannschaft.
2003 spielte Llewellyn kurz für die Ospreys, bevor er nach Frankreich zum RC Narbonne wechselte. Nach dem Aufstieg der Bristol Shoguns wurde er zu diesem Team transferiert. 2008 wechselte er im Alter von 39 Jahren zum unterklassigen walisischen Verein Tonmawr RFC, wo er noch eine Saison aktiv war und zum Teil auch das Training leitete. Seit der Saison 2009/10 trainiert er den Thornbury RFC.

## Erfolge
- Sieger Six Nations: 1994
- walisischer Meister: 1991, 1996
- walisischer Pokalsieger: 1989, 1990